# Titanebo
Genre
Titanebo est un genre d'araignées aranéomorphes de la famille des Philodromidae.

## Distribution
Les espèces de ce genre se rencontrent aux États-Unis, au Mexique et au Canada.

## Liste des espèces
Selon World Spider Catalog (version 18.0, 31/01/2017) :
- Titanebo albocaudatus (Schick, 1965)
- Titanebo andreaannae (Schick, 1965)
- Titanebo californicus Gertsch, 1933
- Titanebo cantralli (Sauer & Platnick, 1972)
- Titanebo creosotis (Schick, 1965)
- Titanebo dispar (Schick, 1965)
- Titanebo dondalei (Sauer, 1968)
- Titanebo macyi Gertsch, 1933
- Titanebo magnificus Chamberlin & Ivie, 1942
- Titanebo mexicanus (Banks, 1898)
- Titanebo oblongus (Simon, 1895)
- Titanebo parabolis (Schick, 1965)
- Titanebo redneri (Cokendolpher, 1978)
- Titanebo texanus Gertsch, 1933

## Publication originale
- Gertsch, 1933 : New genera and species of North American spiders. American Museum novitates, n. 636, p. 1-28 (texte intégral).